# Scotch and Soda
 (juillet 2022).
Si vous disposez d'ouvrages ou d'articles de référence ou si vous connaissez des sites web de qualité traitant du thème abordé ici, merci de compléter l'article en donnant les références utiles à sa vérifiabilité et en les liant à la section « Notes et références ».
Pour les articles homonymes, voir Scotch.
Scotch & Soda est une marque de mode néerlandaise fondée en 1985. Elle est spécialisée dans les vêtements, les chaussures, les accessoires et les parfums pour hommes, femmes et enfants.
Ses produits sont distribués à l'international dans 225  boutiques indépendantes, et dans 7 000 points de vente shop-in-shops. Scotch & Soda appartient au groupe Sun Capital Partners, Inc. Frederick Lukoff en est le PDG depuis 2019.

## Histoire
Scotch & Soda a été créé en 1985 par un entrepreneur de 24 ans, Laurent Hompes. À l’origine, il s’agissait d’un fournisseur en gros de vêtements pour hommes aux Pays-Bas. Le label proposait alors des vestes de sport à prix accessibles dans des couleurs vives.
En 2000, la marque a été rachetée par Eric Bijlsma, Joep Krouwels et Patrick Munsters, qui l’ont relancée un an plus tard.. En 2008, deux boutiques ont ouvert à Amsterdam et à Utrecht pour le lancement de la vente au détail, et une nouvelle ligne pour garçons a vu le jour. Elle a été suivie par la collection Femmes en 2009, afin de répondre à la demande de nombreuses femmes, qui se rendaient en boutique pour acheter des vêtements destinés aux hommes. En 2010, la marque a lancé sa ligne de jeans haut de gamme, Amsterdams Blauw, ainsi que BARFLY, son parfum mixte signature. La ligne pour filles a été créée en 2011.
L’entreprise a ouvert son premier grand magasin international et boutique flagship aux États-Unis dans le quartier de Soho, à New York, en 2010. La boutique attira l’attention de Michael Kramer, directeur et PDG de Kellwood, une entreprise appartenant alors à Sun Capital Partners, Inc. Michael Kramer contacta le siège social de l’entreprise à Amsterdam, et six mois plus tard, scella un contrat qui fut le premier et le plus gros achat à l’international pour Sun Capital.
Après son rachat en 2011 et l’arrivée de Dirk-Jan Stoppelenburg au poste de PDG en 2015, l’entreprise a poursuivi son expansion à l’international en ouvrant deux boutiques à Londres en 2012. Dirk-Jan Stoppelenburg a mis en place une stratégie omnicanale efficace qui a permis d’étendre la diffusion de la marque aux Pays-Bas, en Allemagne, au Royaume-Uni et aux États-Unis[3] [4]. En 2019, les lignes de chaussures pour hommes et femmes, ainsi qu’un deuxième parfum, SCOTCH & SODA, ont vu le jour.
En septembre 2019, Dirk-Jan Stoppelenburg a quitté son poste de PDG pour prendre le siège de président du conseil d’administration. Son successeur à la tête de l’entreprise en 2019, Frederick Lukoff, était jusqu’alors président de la marque de mode de luxe Stella McCartney.
En 2020, la marque a lancé ses lignes de lunettes de vue et de soleil pour hommes et femmes, ainsi que son troisième parfum, ISLAND WATER.

Nouvelle identité de la marque et expansion du réseau de magasins
Le 16 mars 2021, Scotch & Soda a annoncé le lancement de sa nouvelle identité de marque ainsi que l’accélération de son expansion mondiale, avec l’ouverture de 15 nouveaux magasins physiques et de 12 points de vente « shop-in-shops » au cours des six mois à venir.
Symbole du sentiment d’unité au cœur du nom de la marque, le nouveau monogramme de Scotch & Soda incarne l’anticonformisme d’Amsterdam. Il conjugue l’emblématique esperluette et les initiales de la marque, sans oublier un clin d’œil au savoir-faire placé au centre des collections. Une image empreinte d’un mouvement délicat où une aiguille et un fil s’entremêlent.
En Europe, des boutiques plus grandes ouvriront dès le mois de mars 2021 aux Pays-Bas, où un magasin sera inauguré à Utrecht, et un autre au Westfield Mall of the Netherlands à Leidschendam. Le plus grand magasin flagship Scotch & Soda au monde sera inauguré à Bois-le-Duc. En Allemagne, une boutique ouvrira à Hambourg à la fin du mois de mars et à Constance en août. En France, c’est dans l’aile Corso du centre commercial CAP3000, qui borde la plage de Nice, que sera inauguré un nouveau magasin en juin. Un nouveau site ouvrira en Ukraine en mai, tandis qu'en Pologne, deux magasins verront le jour à Varsovie d'ici octobre. De plus, trois points de vente « shop-in-shops » rejoindront la chaîne de magasins Globus en Suisse ce mois-ci, tandis que sept autres seront dévoilés dans les grands magasins Åhléns à travers la Suède (notamment à Stockholm et Göteborg) en mars et avril, consolidant la croissance de l’enseigne en Scandinavie.
Aux États-Unis, la boutique qui ouvrira ses portes dans le quartier Seaport de Boston en septembre, après la récente ouverture de deux boutiques en Californie en janvier, viendra s’ajouter au réseau existant de 43 magasins d’Amérique du Nord.
La marque poursuit son expansion au Moyen-Orient et entrera sur le nouveau marché d’Israël en avril, suivi du Qatar, des Émirats arabes unis et du Koweït. Quant à l’Asie-Pacifique, une nouvelle franchise sera dévoilée en avril à Mumbai, en Inde, ainsi qu’à Perth, en Australie, au début du mois d’octobre.
Toutes les façades des nouveaux magasins et tous les intérieurs porteront désormais la nouvelle identité de marque et joueront sur des nuances discrètes de blanc nuage, d’anthracite et de beige, rehaussées d’accents vifs de jaune soleil, de rose et de bordeaux. Des installations sur mesure en laiton vieilli, en carrelage texturé, en marbre et en acier poudré occuperont l’espace tandis qu’un bar unique, pour présenter les accessoires et se réunir, apportera la touche finale à la boutique. Soigneusement créés et sélectionnés en interne, des meubles et des papiers peints vintage viendront compléter ce nouveau concept de design.
En outre, tous les nouveaux magasins disposeront de lumières LED, de parquet à chevrons en bois certifié FSC, de nouveaux cintres en matériaux recyclés ainsi que de tissus d’ameublement délicats, tel que des tapis écoresponsables tissés en ECONYL. La boutique du Westfield Mall of the Netherlands est également certifiée BREEAM pour ses performances en matière d’écologie.
En plus de ces deux nouveaux magasins, la marque a annoncé le lancement imminent de deux showrooms et bureaux à Shangaï (Chine) et à Milan (Italie).